# Bridge River Rapids
Die Bridge River Rapids, auch Six Mile Rapids, Lower Fountain, Bridge River Fishing Grounds und in der Sprache der St'at'imc Sat’ oder Setl genannt, sind eine Reihe von Stromschnellen im Fraser River in der kanadischen Provinz British Columbia. Sie befinden sich im zentralen Fraser Canyon an der Mündung des Bridge River, 10,1 km nördlich der Mündung des Cayoosh Creek in den Fraser und am nördlichen Rand des District of Lillooet.

## Beschreibung
Die Stromschnellen gehören zu den wildesten am Fraser und gelten allgemein als für Kanus und Rafting-Unternehmungen unpassierbar. Sie werden durch die Verengungen an den Ufern des Fraser gebildet, die durch Felsvorsprünge hervorgerufen werden. Die Ableitung des Bridge River für das Bridge River Power Project 1958 hat den Abfluss des Bridge River jedoch ernsthaft eingeschränkt, so dass der verbleibende Abfluss beider Gewässer während der Frühjahrs-Schneeschmelze nicht länger eine „Fontäne“ erzeugt, welche einst zum Namen „Lower Fountain“ in der Pionierzeit führte.
(Die Upper Fountain war eine längere, aber ähnlich schwierige, wenn auch nicht so enge Wildwasser-Passage, einige Meilen stromaufwärts unterhalb der Gemeinde Fountain, früher Upper Fountain genannt; die dortigen Stromschnellen werden heute als Upper Fountain Rapids bezeichnet).

## Geschichte
Den Legenden der Ureinwohner zufolge entstanden die Stromschnellen, als Coyote von Ufer zu Ufer sprang und so eine Barriere für Lachse und Plätze zum Fischen für die Menschen schuf. Der Ort ist für sie die bedeutendste Stelle zum Fischen im Hinterland von British Columbia; historisch gesehen zogen dieser und die benachbarten Orte entlang des Flussabschnitts zwischen Fountain und Lillooet mehr als 15.000 Menschen der verschiedensten Völker des Hinterlandes an, die während der bedeutenden Lachswanderungen gleichzeitig dort anzutreffen waren. Im frühen 19. Jahrhundert geschah es hier, dass eine Kränkung des Häuptlings der Okanagan, Pelkamulox, durch den Häuptling der Tsal'alh zum Tod des ersteren führte und ein darauf folgender Rachekrieg Ende der 1830er Jahre gegen die St'at'imc durch seinen Sohn, den berühmten Nicola auslöste.
Während des Fraser-Canyon-Goldrauschs war der Ort als „Boomtown“ Bridge River bekannt. Der Name stammte von der Zollbrücke, die hier 1859 über den Fluss gebaut worden war, um eine Pfahlbrücke der Ureinwohner zu ersetzen. Die Stadt hatte nur wenige Jahre Bestand, bis eine leichtere Querung zur Old Cariboo Road durch Miller’s Ferry geschaffen wurde, die näher an der heutigen Stadt Lillooet am Ort einer 1913 errichteten Hängebrücke liegt.
In den 1950er Jahren wurde ein Vorschlag abgewiesen, einen Damm am Lillooet Canyon, gerade oberhalb der heutigen Hängebrücke zu errichten, welcher den Fischerort überflutet und die Lachswanderungen im Fraser beendet hätte; auch ein Damm bei Glen Fraser und ein noch größerer in der Nähe des Haltepunktes der British Columbia Railway, Moran, welcher den Fraser bis hinauf nach Williams Lake und darüber hinaus aufgestaut hätte, wurden nicht verwirklicht.

## Aktuelle Besitzverhältnisse
Die Stromschnellen liegen heute im Gebiet einer Indian reserve unter Verwaltung der Bridge River Indian Band (Xwisten First Nation, wobei Xwisten der Name des Bridge River in der Sprache der St'at'imc ist). Der Ort wird von den verschiedenen Bands der First Nations gemeinsam genutzt, wobei einige Familien langfristige Rechte auf unterschiedliche Plattformen und Lagerplätze haben, obwohl wenige von anderen First Nations im Rest des Interior stammen. Plattformen zum Fischen, auf Pfählen errichtet, ragen über die Engstellen der Stromschnellen hinaus, die einen kleinen Wasserfall bilden, insbesondere während der Schneeschmelze im Frühjahr. In der Umgebung sind Gestelle zum Trocknen der Fische aufgebaut. (Luftgetrockneter Lachs ist eine lokale Spezialität, der von den trockenen Fallwinden des Canyons profitiert, die ein Räuchern unnötig machen.) Ein moderner Pictograph des Künstlers Saul Terry, der ein Sonnengesicht mit einem Mund in Form eines Lachses darstellt, ist vom größten Teil der Stromschnellen aus zu sehen, welche durch eine Reihe von Felsformationen im Winkel zwischen Bridge und Fraser River erzeugt werden. Nicht-Indianern ist das Fischen nicht erlaubt, wenn nicht die Erlaubnis durch die Bridge River Indian Band erteilt wurde. Früher wurden Speere und Senknetze zum Fang der Lachse benutzt, die aus dem Wildwasser der Schlucht auftauchten.